# Anthemius bizánci miniszter
Anthemius (?–414?) keletrómai politikus, az ifjú II. Theodosius uralkodásának első éveiben idején a kormányzat irányítója volt. Hasonló nevű unokája, Anthemius később a Nyugatrómai Birodalom császára lett.
Az előkelő családból származó Anthemius (nagyapja, Philippus Constantinus uralkodása idején volt miniszter) a Keletrómai Birodalom praefectus praetorio volt Flavius Arcadius és II. Theodosius császársága idején. Ilyen minőségében nagy munkát vitt végbe: igyekezett kiegyezni a nyugati birodalomfelet irányító Stilichóval, és ezt jelzendő 405-ben mindkettőjüket consullá választották. Anthemius sokat tett a kereszténység terjesztéséért és a pogányság visszaszorításáért is: több törvényt hoztak a pogányok, zsidók és eretnekek ellen.
A praefectus praetorio nagy általánosságban sikertelenül próbálta megállítani a Kis-Ázsiát dúló iszauri törzseket és a Balkánt fosztogató germán csoportokat. A 408-ban visszavert hun támadás után Konstantinápoly körül maradandó védműveket emeltetett már II. Theodosius idején (a munkálatok 413-ban fejeződtek be). Stilicho halála után érezhetően javult a két birodalomfél viszonya, és szorosabbra fűződtek a kapcsolatok: 409-ben Honorius unokaöccsével, a keleti császárral együtt lett konzul.
Anthemius 414-ben tűnt el a politikai palettáról: lehet, hogy meghalt, de az is előfordulhat, hogy Theodosius menesztette miniszterét, hiszen ekkor hivatalosan is nővére, az energikus Pulcheria vette át a császár és a birodalom ügyei feletti irányítást.